# Aibo
Aibo é um cão robô fabricado pela empresa japonesa Sony.
Seu protótipo foi anunciado em 1998, e foi lançado dia 11 de maio de 1999, o seu desenvolvimento e produção foram descontinuados em 2006, quando já ia na terceira geração. Embora tenha o aspecto de um brinquedo, trata-se de um robô sofisticado. Seu software registra e trata os dados recolhidos pelos seus sensores e produz reações apropriadas para a rotina do cão.
Em outubro de 2017, o produto foi re-lançado, aibo ERS-1000, com um software mais sofisticado, respondendo a uma quantidade maior de comandos de voz e um novo sistema, com o qual poderá conectar-se a internet. Desde 1 de novembro de 2017, sua comercialização ocorreu somente no Japão e em 1 de janeiro de 2018, em outros países.